# Barichneumon montgator
Barichneumon montgator là một loài tò vò trong họ Ichneumonidae.